# Hochwanner
Hochwanner (2744 m n. m.) je hora v masivu Wetterstein v Bavorských Alpách. Leží na hranici Rakouska (spolková země Tyrolsko) a Německa (spolková země Bavorsko). Hora je známá díky své severní stěně vysoké 1400 m. Je to jedna z nejvyšších stěn v Severních vápencových Alpách.
Jako první na vrchol vystoupil v roce 1870 Hermann von Barth.